# إلينا روكا
إلينا روكا (بالإسبانية: Elena Roca)‏ هي عارضة أرجنتينية، ولدت في 1995.